# Đôi chân trần
Đôi chân trần là ca khúc làm nên tên tuổi cho nhạc sĩ Y Phôn Ksor, được sáng tác năm 1995 theo phong cách âm nhạc của dân tộc Ê Đê. Đôi chân trần cũng là ca khúc duy nhất của Y Phôn được viết bằng tiếng Việt rồi mới chuyển lời sang tiếng Ê Đê, ca khúc được biết đến nhiều với giọng hát của Nghệ sĩ nhân dân Y Moan.

## Sáng tác
Tháng 4 năm 1995, Y Phôn Ksor cùng Y Moan và Y Jack Arul có chuyến công tác trong tỉnh Đắk Lắk. Trên đường đi, Y Phôn thấy một cụ già người đồng bào đi chân đất, đầu trần giữa trời nắng oi ả. Trò chuyện với cụ một lúc khiến Y Phôn nhớ đến người bố, trên đường về, giai điệu bài hát đã hiển hiện trong đầu người nhạc sĩ, tối hôn đấy ông đã hoàn tất ca khúc với tựa đề Đôi chân trần. Y Phôn đã hát thử cho bà Mỹ Thanh, nguyên trưởng đoàn ca múa nhạc dân tộc Đắc Nông, và nhạc sĩ Nguyễn Cường, nhạc sĩ Vũ Lân. Sau này, nhờ sức hấp dẫn của ca khúc mà khi Y Phôn học đại học tại Hà Nội, đã có thêm thu nhập cho đình.
Y Moan là ca sĩ đầu tiên được thử ca khúc, ông cũng tự chỉnh lại một số từ ngữ, ngữ pháp trong lời ca khúc.
Lời gốc:
Tôi muốn quên đi, tháng với ngày. Cha đi lượm quả ngọt rừng, cho con ngủ qua đêm. Tôi muốn quên đi, đôi chân trần, cha đi lượm từng hạt thóc, cho con một bữa cơm chiều…
Sửa thành:
Tôi muốn quên đi, tháng với ngày. Cha đi lượm quả ngọt rừng, cho con đỡ đói qua đêm. Tôi muốn quên đi, đôi chân trần. Cha đi lượm, từng hạt thóc. Cho con một bữa cơm chiều.
Hay lời gốc:
Ôi ngày tháng, đôi tay gầy, run run tựa vào hàng cây. Ôi thời gian, hãy quên đi, đôi chân cồng kềnh. Đi giữa rừng hoang vu… Lưng cha gội nắng gầy. Ôi tóc bạc tựa trăng soi…
Sửa thành
Ôi ngày tháng, đôi vai gầy, run run tựa vào hàng cây. Ôi thời gian, hãy quên đi. Đôi chân cồng kềnh. Cha đi giữa rừng hoang vu. Lưng cha thì đội nắng ghềnh. Ôi tóc bạc, tựa trăng soi...

## Phát hành
Vào những năm 2000, ca sĩ Y Moan biểu diễn ca khúc tại các phòng trà và các buổi diễn văn nghệ tạo được ấn tượng đến khán giả khu vực Tây Nguyên.
Chương trình Sao mai điểm hẹn năm 2001 giúp ca khúc đến được với khán giả cả nước.
Ca khúc Đôi chân trần cùng ca sĩ Ya Suy đã giành chiến thắng trong liveshow Bài hát yêu thích tháng 9 năm 2013 của VTV3.
Đôi chân trần là tựa đề và cũng là ca khúc chủ đề Album đầu tay, phát hành năm 2019 của ca sĩ Ygaria.